# Телегин, Николай Иванович
Николай Иванович Телегин (9 декабря 1902, Орёл, Российская империя — 24 января 1974, Москва, СССР) — советский военачальник, генерал-лейтенант артиллерии (08 августа 1955).

## Биография
Родился 9 декабря 1902 года в городе Орёл, русский.

### Гражданская война
С 1 сентября 1919 года был бойцом отряда особого назначения в составе Орловского УРа, участвовал в боях с войсками генерала А. И. Деникина под Мценском и Орлом. После расформирования отряда был демобилизован как несовершеннолетний и с января 1920 года оставлен работать в Орловском губернском комитете ВКП(б). Член ВКП(б) с 1920 года.

### Межвоенный период
В апреле 1924 года был призван в РККА и направлен политбойцом в 16-й стрелковый полк 6-й Орловской дивизии МВО в город Белгород. С августа проходил службу красноармейцем в отдельном кавалерийском эскадроне этой же дивизии и исполнял должность секретаря партийной ячейки; с ноября работал библиотекарем в дивизии. В апреле 1925 года был переведён в отдельный полевой тяжёлый артиллерийский дивизион 10-го стрелкового корпуса (переформирован затем в полк), где исполнял должность политрука батареи и политрука школы младшего комсостава. В октябре 1929 года направлен в формируемый в городе Моршанске 116-й артиллерийский полк, где проходил службу командиром батареи и помощником начальника штаба полка. В октябре 1931 года назначен командиром дивизиона 136-го артиллерийского полка МВО в городе Курске.
С августа 1933 года проходил службу в Тамбовской школе артиллерии и оружейных техников, был начальником штаба и командиром дивизиона курсантов. В июле 1937 года переведён на должность командира дивизиона курсантов в Сумское артиллерийское училище им. М. В. Фрунзе. С февраля 1938 года командовал артиллерийским полком сначала в 3-й Крымской стрелковой дивизии в городе Симферополе, затем в 63-й горнострелковой дивизии ЗакВО в городе Тбилиси. В сентябре 1939 года назначен начальником артиллерии 63-й горно-стрелковой дивизии. В 1941 году окончил вечернее отделение Военной академии РККА им. М. В. Фрунзе.

### Великая Отечественная война
В начале войны в прежней должности. С 1 августа 1941 года дивизия вошла в состав сформированной в округе 47-й армии (с 23 августа подчинена Закавказскому фронту) и выполняла задачи по прикрытию госграницы СССР в Закавказье.
В октябре 1941 года полковник Н. И. Телегин был назначен заместителем командира — начальником артиллерии 136-й стрелковой дивизии, которая вела боевые действия в составе 9-й, а с ноября — 18-й армий Южного фронта. 28 декабря 1941 года во время авианалёта на хутор Веселый (близ ст. Францевка в Донбассе) был ранен, но не покинул поле боя. На следующий день был ранен повторно осколком снаряда во время отражения танковой атаки. 16 февраля 1942 года 136-я дивизия была преобразована в 15-ю гвардейскую. В апреле — июне 1942 года она находилась в резерве ВГК, затем вошла в состав 28-й армии Юго-Западного фронта и сосредоточилась в районе восточнее Харькова. В её составе вела тяжелые оборонительные бои с противником, отходя в общем направлении на Сталинград (Воронежско-Ворошиловградская и Донбасская оборонительные операции 1942 года). 25 июля 1942 года дивизия сосредоточилась юго-западнее Сталинграда в районе с. Дубовый Овраг, где вошла в состав 57-й армии и заняла оборону на рубеже совхоз Приволжский, Райгород. В составе армии части дивизии вели тяжелые оборонительные бои в этом районе вплоть до ноября 1942 года. В период с 9 сентября по 17 октября 1942 года Телегин командовал этой дивизией. Всего за период оборонительных боев под Сталинградом части дивизии нанесли противнику большие потери: было убито более 7,5 тыс. солдат и офицеров, уничтожено 150 танков, 74 автомашины, 12 бронемашин, 25 орудий, сбито 2 самолёта и др.
В ноябре 1942 года был назначен заместителем командующего войсками — начальником артиллерии (с 1943 года — командующий артиллерией) 51-й армии Южного (с июля 1944 года — 1-го Прибалтийского) фронта. В декабре 1942 года войска армии вели тяжелые оборонительные бои с группой войск противника, пытавшейся прорваться к окруженной сталинградской группировке из района Котельниково. 22 декабря 1942 года во время отражения атаки танков под хутором Бирзово осколком снаряда танка был ранен. После излечения вернулся на прежнюю должность и участвовал в Ростовской, Донбасской, Мелитопольской и Крымской наступательных операциях, в освобождении Литвы, Латвии, в окружении и ликвидации курляндской группировки немецко-фашистских войск.

### Послевоенный период
После войны генерал-майор артиллерии Н. И. Телегин в составе полевого управления 51-й армии был направлен в город Свердловск, где в сентябре 1945 года назначен заместителем командующего, он же командующий артиллерией УрВО. В мае 1946 года переведен на эту же должность в ДВО. С июня 1950 по сентябрь 1951 года учился на ВАК при Высшей военной академии им. К. Е. Ворошилова. После их окончания занимал должность командующего артиллерией СКВО, а с июня 1955 года — ЗакВО. В апреле 1961 года генерал-лейтенант артиллерии Н. И. Телегин был освобожден от должности и в июне назначен начальником кафедры боевого применения ракетных войск и артиллерии Военной академии им. М. В. Фрунзе. С июня 1962 года состоял в распоряжении 10-го Главного управления Генштаба (был в командировке в ГДР в качестве военного специалиста). В мае 1963 года уволен в запас.
Проживал в Москве, умер 24 января 1974 года, похоронен на Введенском кладбище, участок № 29.

## Награды

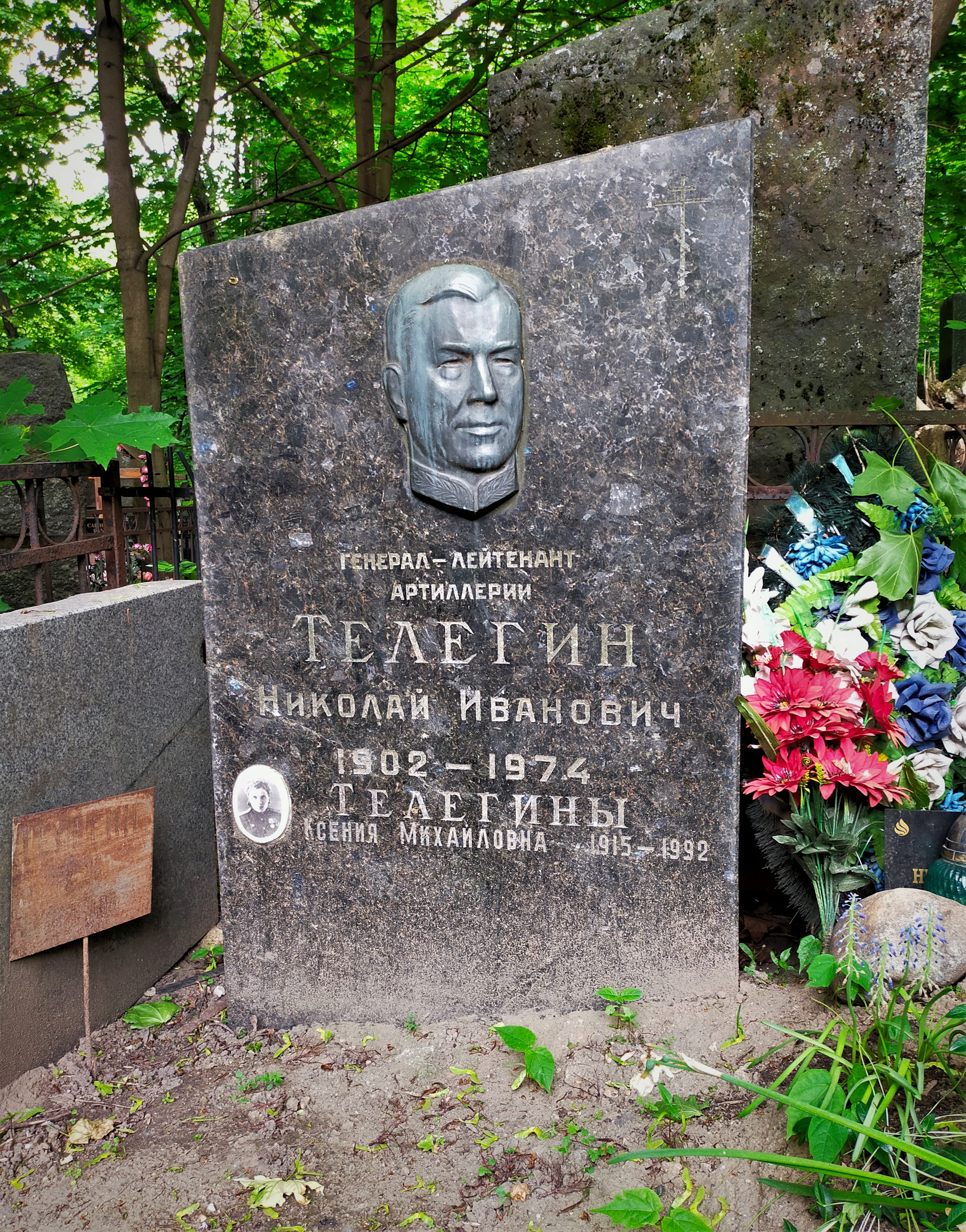
Могила Н. И. Телегина на Введенском кладбище

### СССР
- орден Ленина (21.02.1945[3])
- три ордена Красного Знамени (27.03.1942, 3.11.1944[3], 1949[3])
- орден Суворова I степени (11.05.1944)
- орден Кутузова I степени (01.1943)
- орден Богдана Хмельницкого II степени (19.03.1944)
- Медали СССР

Приказы (благодарности) Верховного Главнокомандующего в которых отмечен Телегин Н. И.
- За овладение городом Армянск и важнейшим железнодорожным узлом Крыма — Джанкоем. 11 апреля 1944 года № 104.
- За овладение столицей Крыма городом Симферополь — основным опорным пунктом обороны противника, прикрывающим пути к портам южного побережья Крымского полуострова. 13 апреля 1944 года № 108.
- За овладение крепостью и важнейшей военно-морской базой на Чёрном море городом Севастополь. 10 мая 1944 года № 111.
- За овладение городом и крупным узлом коммуникаций Паневежис (Поневеж) — важным опорным пунктом обороны немцев, прикрывающим основные пути из Прибалтики в Восточную Пруссию. 22 июля 1944 года № 146.
- За овладение городом Шяуляй (Шавли) — крупным узлом коммуникаций, связывающих Прибалтику с Восточной Пруссией. 27 июля 1944 года № 155.
- За овладение городом Елгава (Митава) — основным узлом коммуникаций, связывающим Прибалтику с Восточной Пруссией. 31 июля 1944 года № 159.
- За овладение важными опорными пунктами обороны немцев Телыпай, Плунгяны, Мажейкяй, Тришкяй, Тиркшляй, Седа, Ворни, Кельмы, а также с боями заняли более 2000 других населенных пунктов, в числе которых Папиле, Пиевенай, Неваренай, Неримдайчай, Раудена, Куршенай, Куртовяны, Шавкяны, Витсодзи, Лукники, Янополь, Жораны, Медынгяны, Тверы, Повандени, Юзефов, Ужвенты, Колтыняны, Крожи, Савдыники, Иозефово, Стульги, Баргайли, Немокшты, Ретово, Илакяй, Дервяны, Ковнатово, Жемале, Вешвяны, Леплавки, Эйгирджяй, Элки, Эржвилки, Воджгиры. 8 октября 1944 года № 193.

## Память
В честь Николая Ивановича Телегина в городе Симферополь названа улица (улица Генерала Телегина).